# 魯門·拉德夫
魯門·格奧爾基耶夫·拉德夫（發音：[ˈrumɛn ˈradɛf]；1963年6月18日—），是一名保加利亞軍人及政治人物，曾出任保加利亞空軍司令。
2016年保加利亞總統選舉中，他以獨立身分參選並獲保加利亞社會黨支持，於第二輪選舉中擊敗保加利亞歐洲發展公民黨的采茨卡·察切娃當選下任保加利亚总统。
拉德夫於2021年11月的總統選舉成功連任。
2022年俄羅斯入侵烏克蘭後魯門·拉德夫於2023年7月6日會見到訪的烏克蘭總統弗拉基米尔·泽连斯基時表明不贊成軍事解決方案、聲稱提供烏克蘭更多武器無濟於事。